# Comune di Ravnsborg
Il comune di Ravnsborg fino al 1º gennaio 2007 è stato un comune danese situato nella contea dello Storstrøm, il comune aveva una popolazione di 5 742 abitanti (2006) e una superficie di 198 km². Capoluogo era la cittadina omonima.
Dal 1º gennaio 2007, con l'entrata in vigore della riforma amministrativa, il comune è stato soppresso e accorpato ai comuni di 
Holeby, Højreby, Maribo, Nakskov, Rudbjerg e Rødby per dare luogo al neo-costituito comune di Lolland compreso nella regione della Selandia.